# Lichtenau (Saksonia)
Lichtenau − gmina w Niemczech, w kraju związkowym Saksonia, w okręgu administracyjnym Chemnitz, w powiecie Mittelsachsen.

## Współpraca
Miejscowość partnerska:
- Neustadt am Kulm, Bawaria